# Nationaal park Kootenay
Het Nationaal park Kootenay (Engels: Kootenay National Park) is een nationaal park gelegen in het zuidoosten van Brits-Columbia, Canada. Het park heeft een oppervlakte van 1.406 vierkante kilometer en is gelegen in de Canadian Rockies. Het park maakt samen met de parken Banff, Jasper en Yoho, en drie provinciale parken in Brits-Columbia deel uit van een werelderfgoed.

## Achtergrond

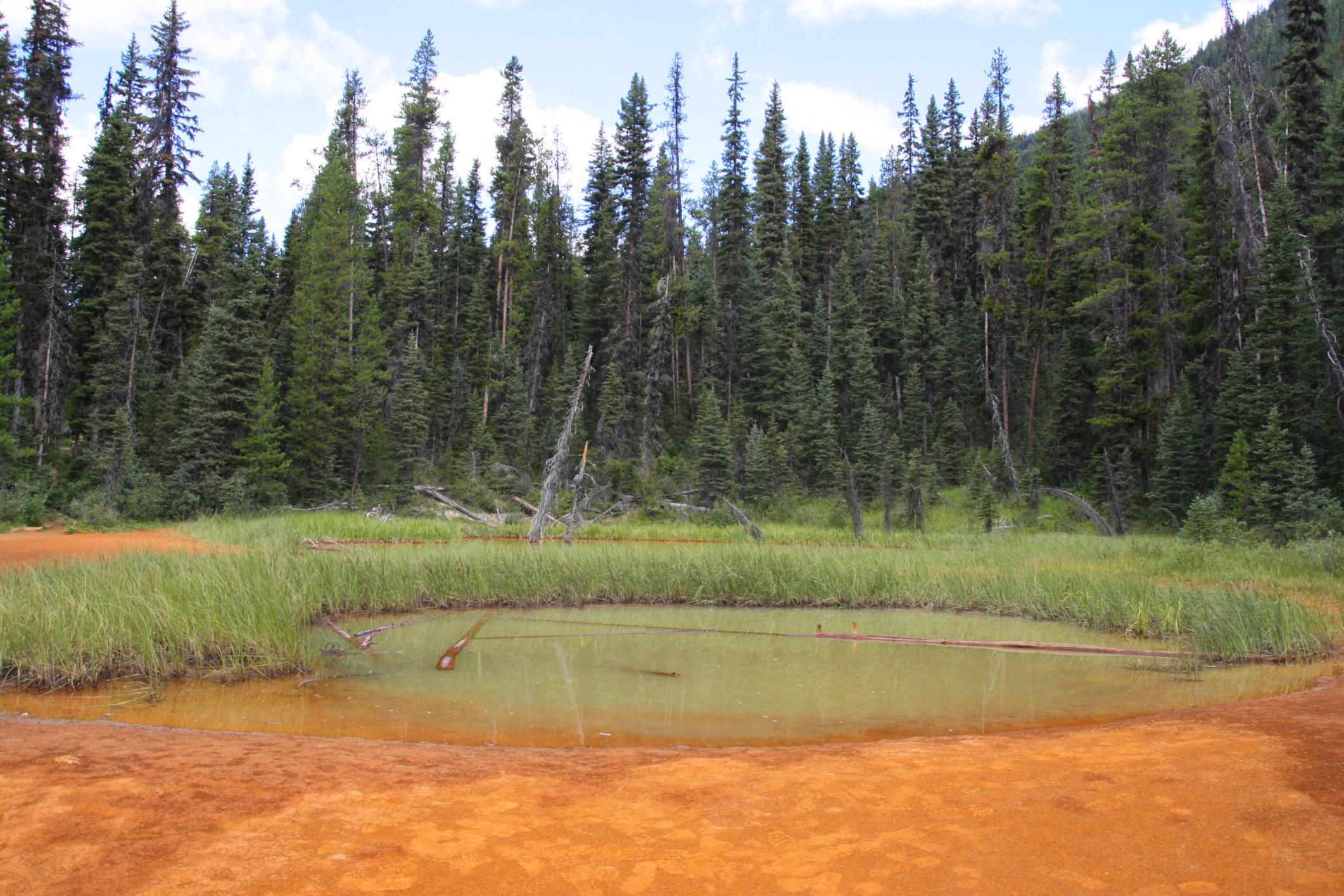
Een van de zogenaamde Paint Pots in het park.

Het park heeft een hoogteverschil van 918 meter boven zeeniveau bij de zuidwestelijke ingang tot 3424 meter boven zeeniveau bij Deltaform Mountain.
Het park werd in 1920 opgericht als onderdeel van een overeenkomst tussen de provincie Brits-Columbia en de Canadese federale overheid om een snelweg aan te leggen in ruil voor een strook land aan beide zijden van deze weg. Deze stroken land werden ingericht als nationaal park. Het park is vernoemd naar de rivier de Kootenay, een van de twee grote rivieren die door het park stromen. De andere is de Vermillion.
Het park is het hele jaar open, maar de meeste toeristen komen van juni tot september. De meeste kampeerplaatsen zijn open van begin mei tot eind september, en in de Dolly Varden is kamperen in de winter ook mogelijk.
In 2003 en 2004 werd de noordelijke helft van het park getroffen door bosbranden, welke duidelijk hun sporen hebben nagelaten.

## Attracties

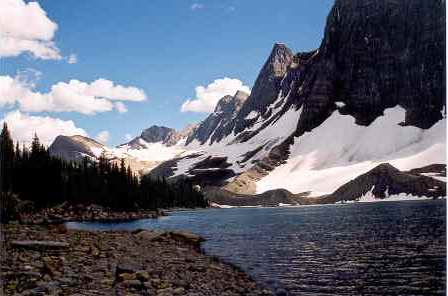
Floemeer - juli 2004

De grootste toeristische attracties in het park zijn de warme bronnen, Olivemeer, Marble Canyon, Sinclair Canyon en de zogenaamde Paint Pots. Veel van de attracties bevinden zich dicht bij de weg daar het park relatief smal is, en zijn ook toegankelijk per rolstoel.
De warme bronnen hebben temperaturen variërend van 35 tot 47 graden Celsius.
Net buiten de zuidwestelijke ingang van het park ligt het plaatsje Radium Hot Springs, vernoemd naar de geurloze hete bronnen die binnen het park liggen. De naam is afkomstig van de vroege 20e eeuw, toen een aantal uitbaters de bronnen probeerden aan te prijzen als zijnde therapeutische baden vanwege de lage dosis ioniserende straling in het gebied.
In het gebied rond de warme bronnen vindt men de rubberboa.
De Paint Pots zijn een groep waterbronnen die rijk zijn aan ijzer. Dit ijzer geeft de aarde rondom de bronnen een donkere rood-oranje kleur. De Paint Pots waren jarenlang een belangrijke bron van Gele oker-verfpigment voor de lokale bevolking.
De noordelijke ingang van het park is verbonden met Castle Junction in Banff National Park en de Trans-Canada Highway.
Er zijn nog een groot aantal kleinere attracties in het park, zoals het Floemeer, waar onder andere een 10.7 kilometer lange hiketocht langs loopt.

## Geologie
Het park wordt grotendeels gekenmerkt door bergen bestaande uit sedimentair gesteente. Deze bergen bevatten onder andere gesteenten uit het Pleistoceen. Net buiten de noordwestelijke hoek van het park bevindt zich een intrusie genaamd Ice River Complex. Hier zijn afzettingen van sodaliet en ornamentale stenen te vinden.
De heuvels rond de warme bronnen bestaan voornamelijk uit Tufa, een afzetting van calciumcarbonaat die ontstaat wanneer het warme water uit de bronnen contact maakt met het koelere grondoppervlak.
De rotsen in het zuidwesten van het park maken deel uit van de oudere Rocky Mountains.
In de zomer van 2012 ontdekten Canadese en Zweedse wetenschappers in de Marble Canyon een lagerstätte van fossielen uit het Cambrium vergelijkbaar in rijkdom met die van de amper 42 kilometer verder gelegen Burgess Shale site.

## Werelderfgoed
Het park werd in 1984 door UNESCO benoemd tot werelderfgoed, samen met de andere nationale en provinciale parken in de Canadese Rocky Mountains.

## Afbeeldingen

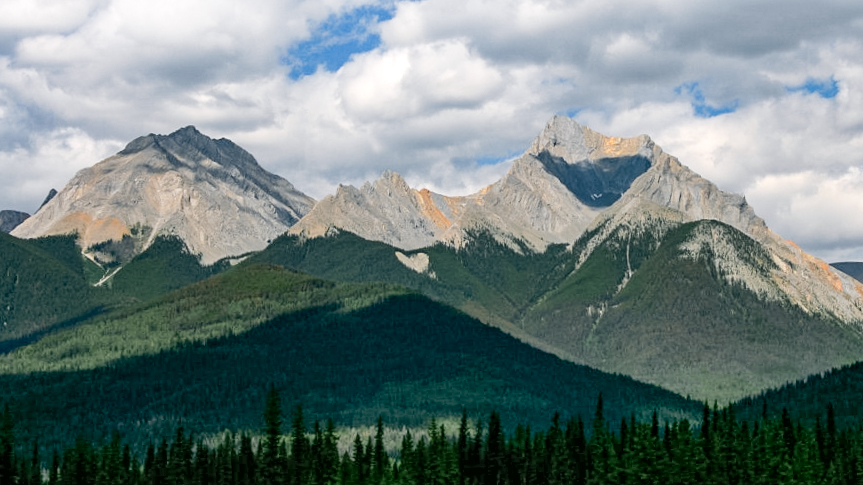
Uitzicht op het zuidoosten vanaf de Sinclair Pass
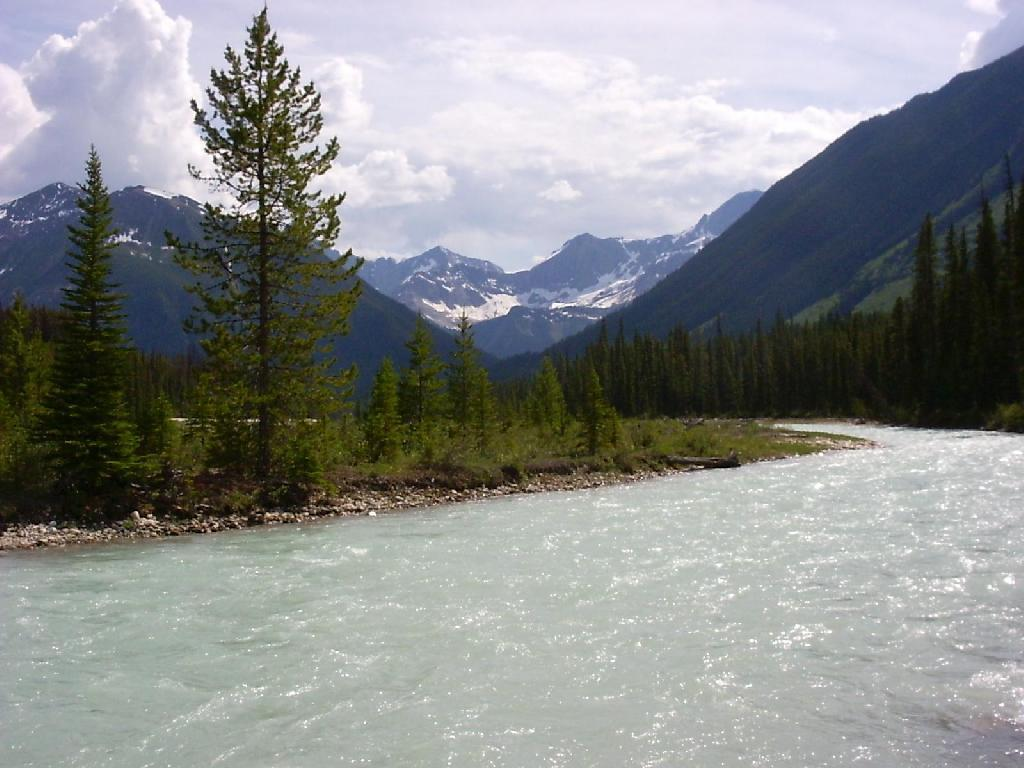
de Ottertail
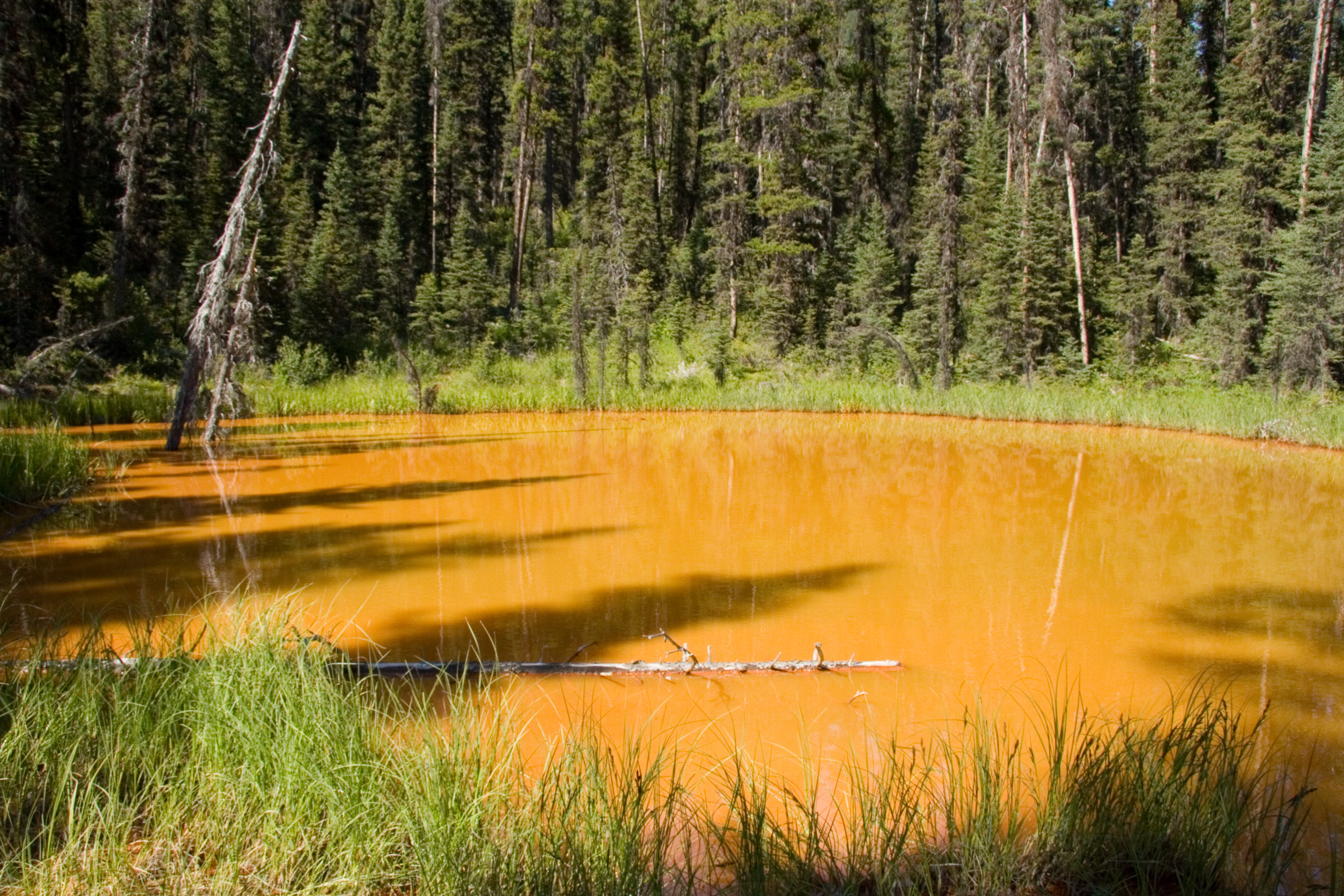
Paint Pots
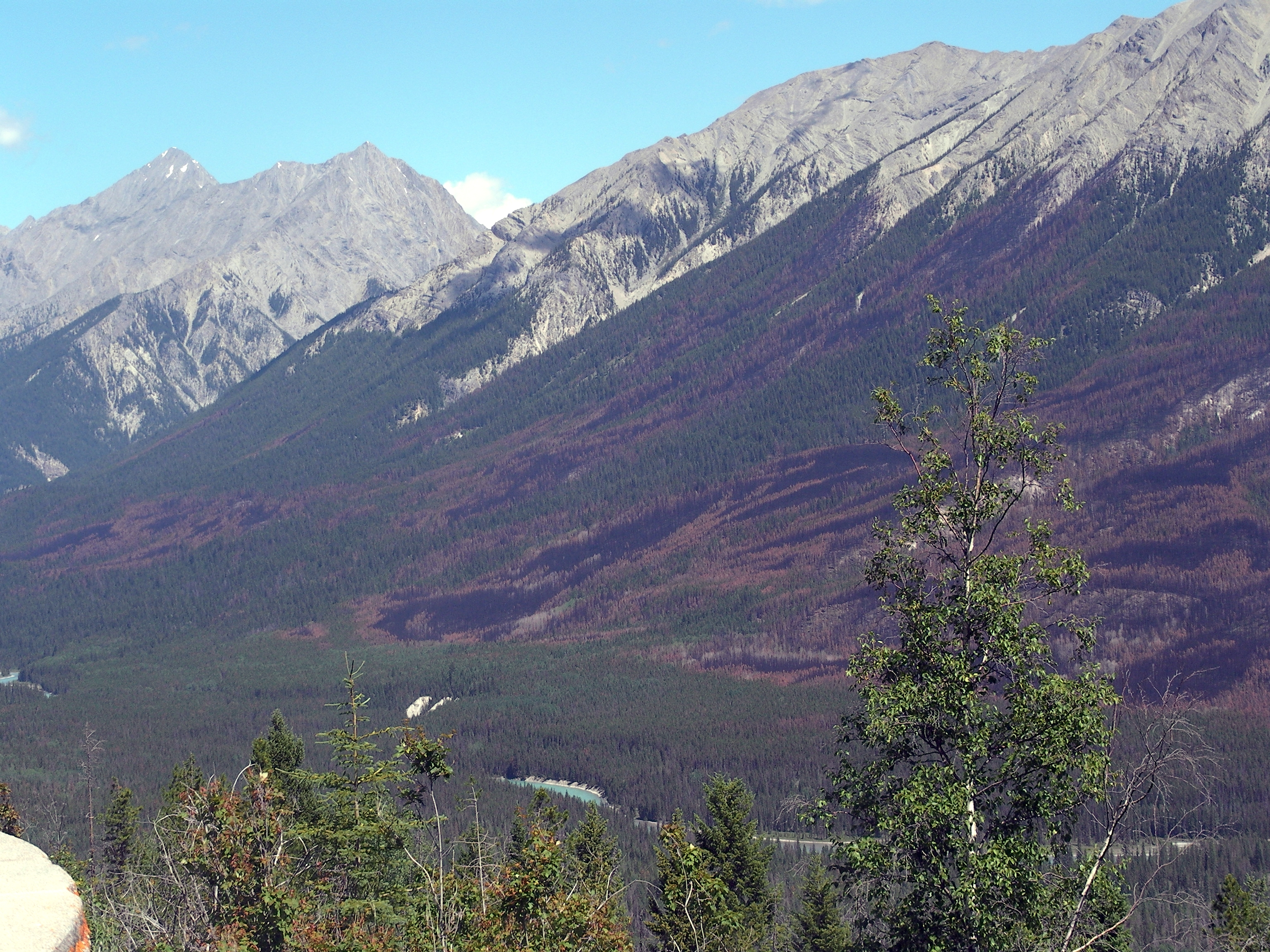
Kootenayvallei
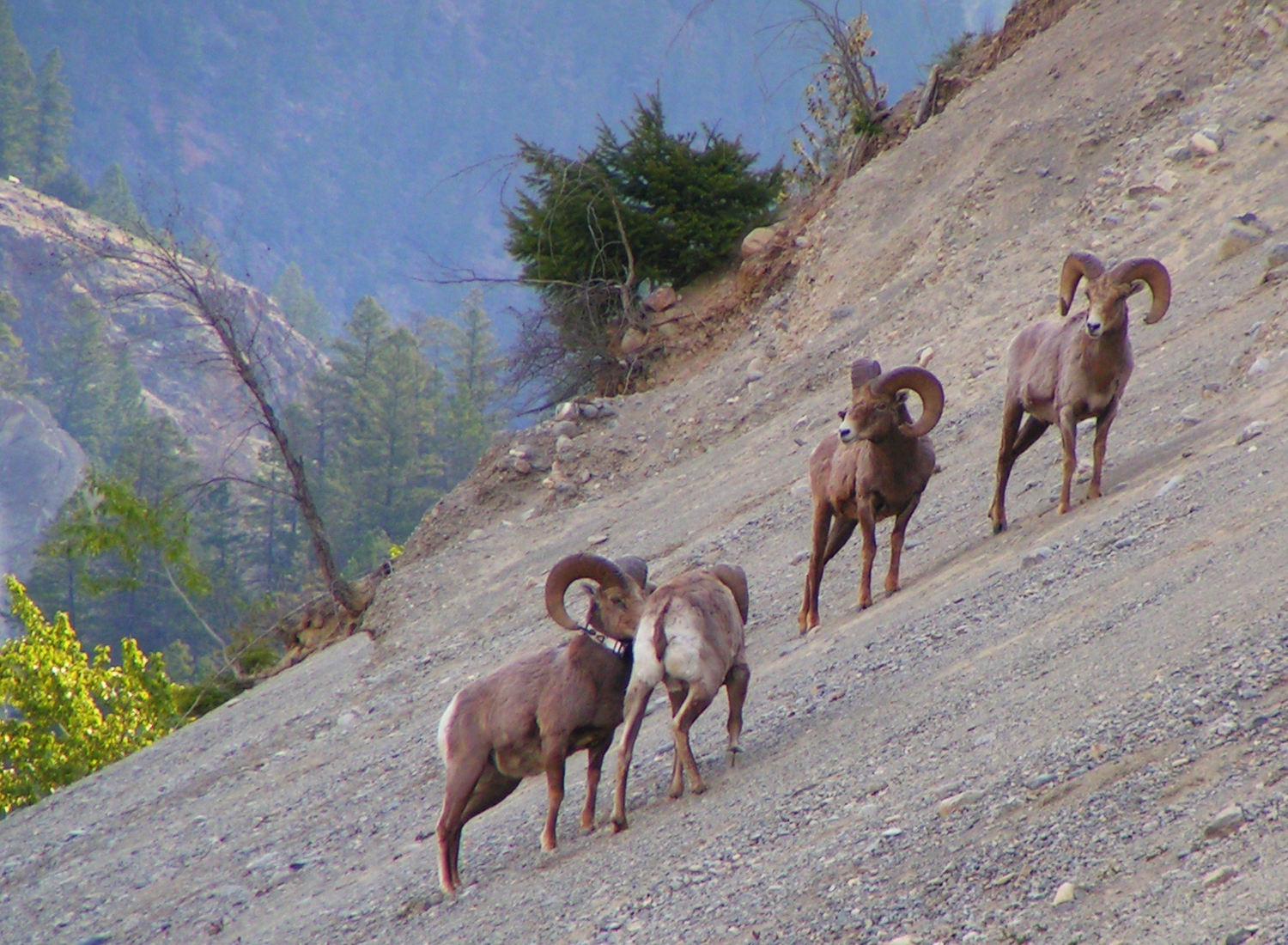
Dikhoornschapen
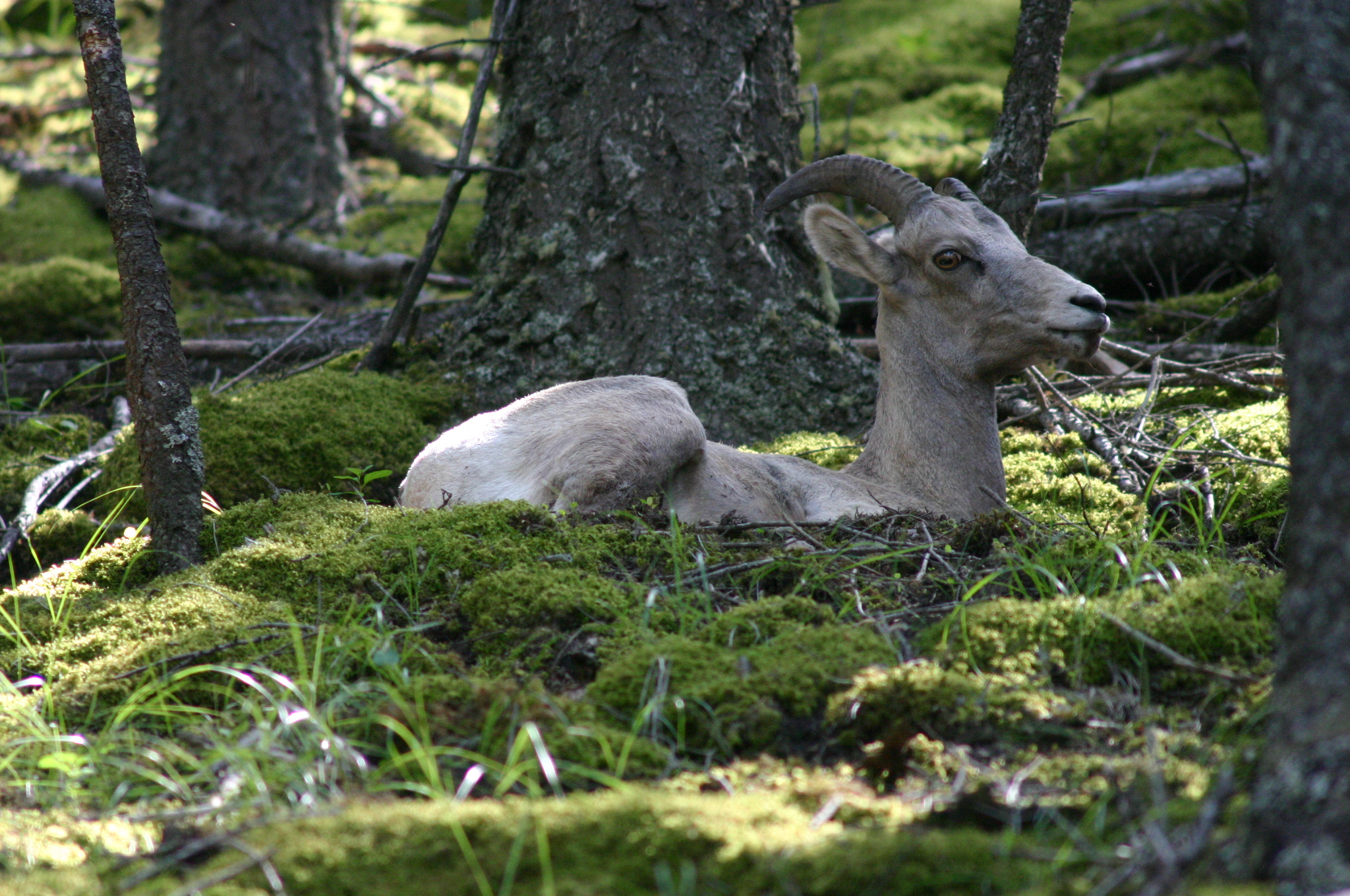
Dikhoornschaap
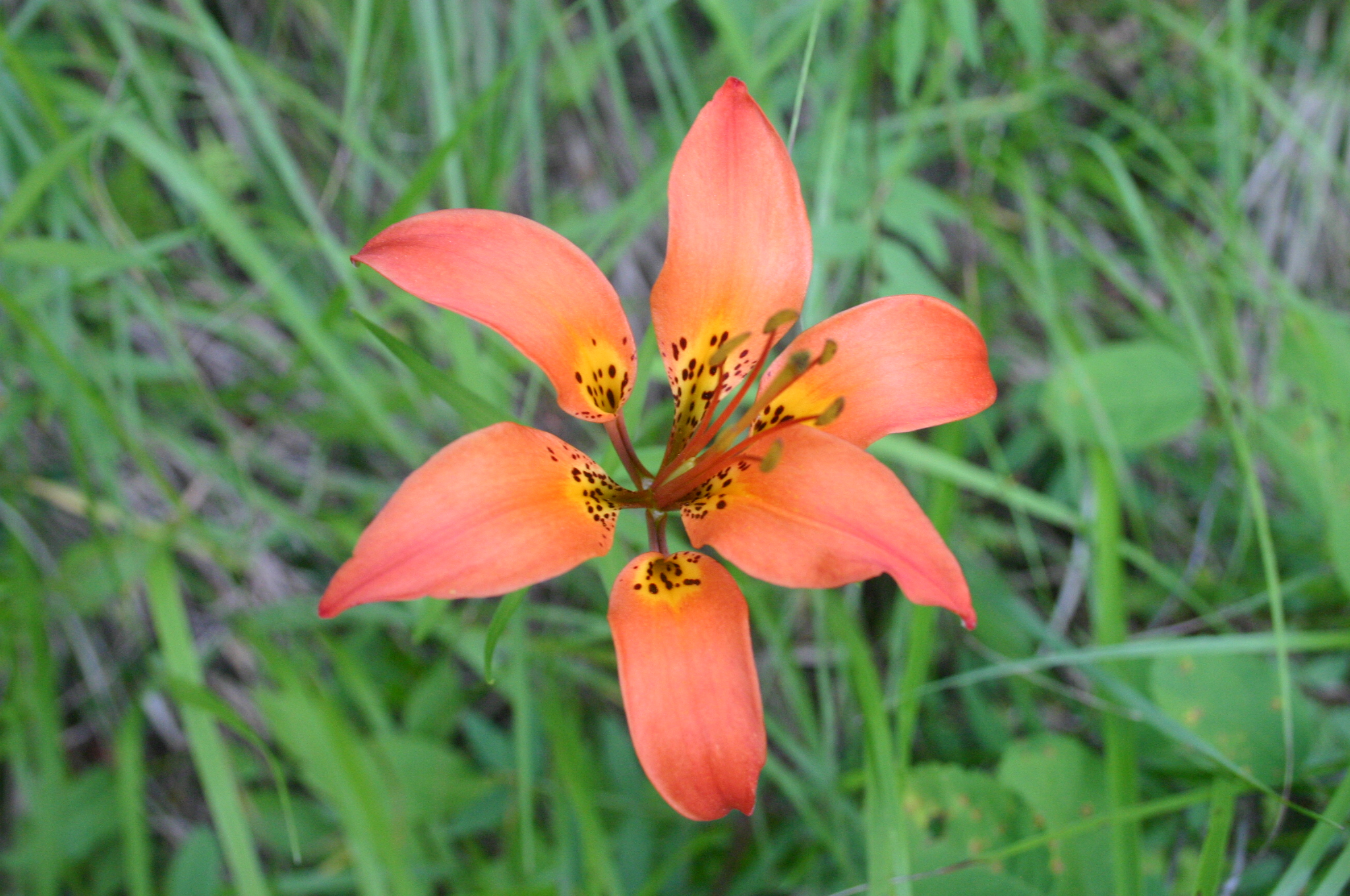
Lilium philadelphicum Wilde lelie langst Dog Lake Trail
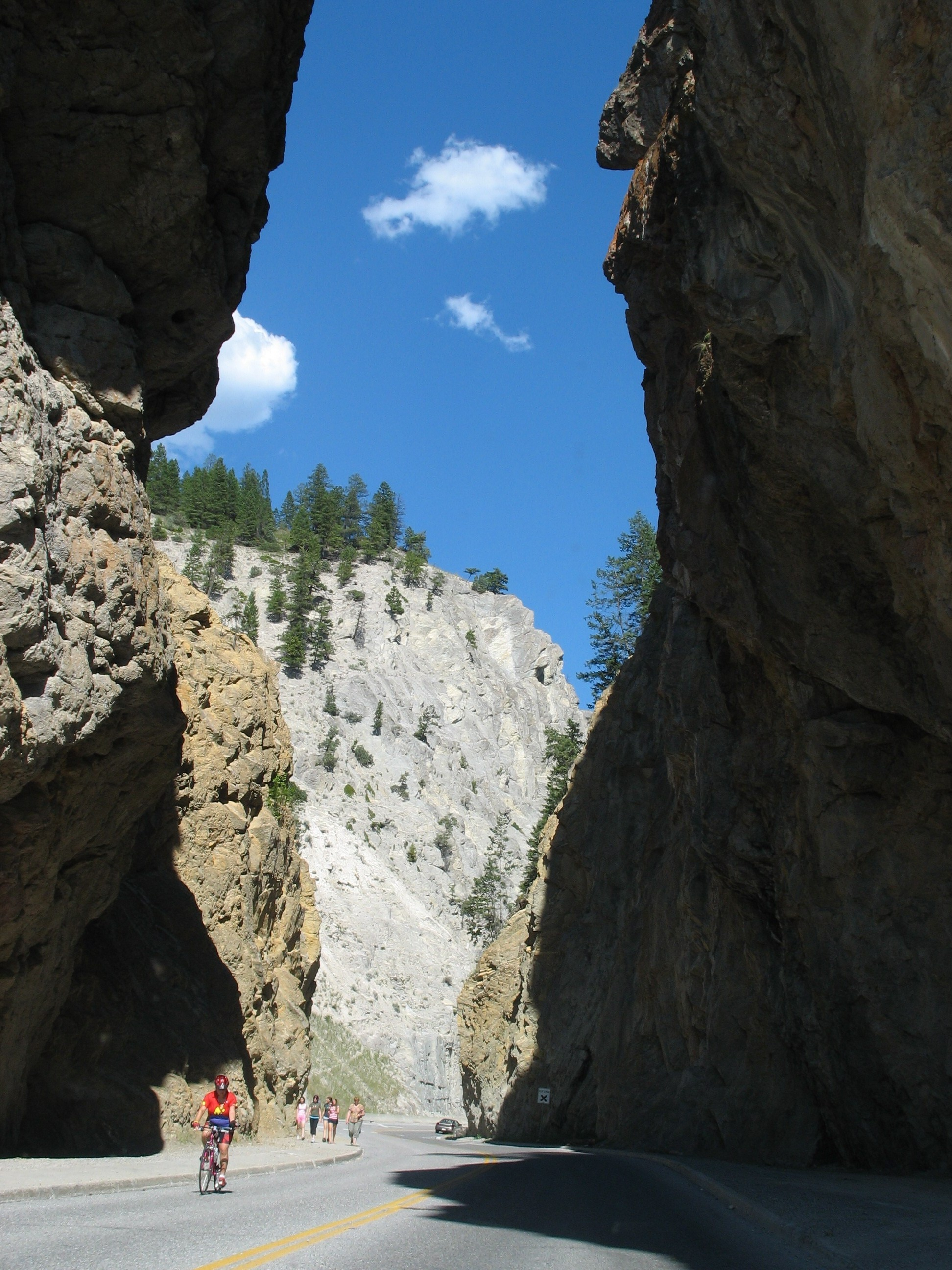
BC Highway 93
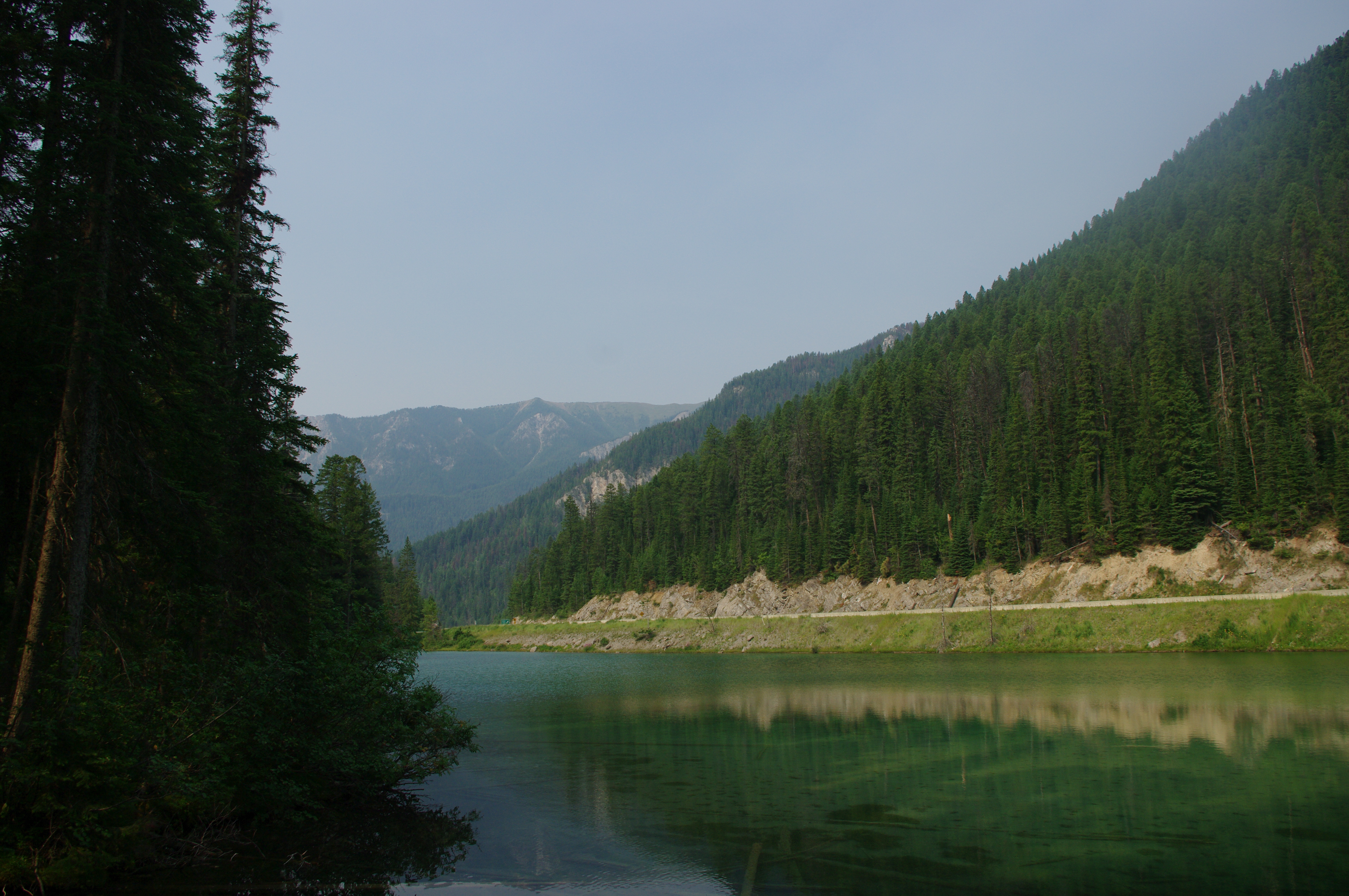
Olijfmeer